# Johannes Koch (Lazarist)
Johannes Koch (* 9. April 1763 in Borsch; † 27. Januar 1843 in Freiburg im Breisgau), auch Johann Koch, war Lazarist und Rektor der Ruprecht-Karls-Universität in Heidelberg.
Johannes Koch wurde 1763 als erstes von neun Kindern des Philipp Koch und dessen Frau Maria Katharina geb. Treis in eine Bauernfamilie hinein geboren. Seine Eltern waren beide in dem kleinen Dorf Borsch geboren, wo auch Koch selbst aufwuchs. Nach dem Theologiestudium und der Priesterweihe wurde er im Sommersemester 1790 zur Professur in Heidelberg berufen, wo er den Lehrstuhl für Metaphysik innehatte. Er war ein Anhänger von Immanuel Kant und ließ auch selbst einige Lehrsätze drucken, die der Metaphysik Kants folgten. Im Sommersemester 1791 kündigte er eine Vorlesung über Kants Kritik der praktischen Vernunft an. Da seine Vorträge von Studenten immer reich besucht waren, schrieb der Rektor der Heidelberger Universität 1794 in seine Personalakte, dass Kochs „Vorlesungen darüber nicht nur von der akademischen Jugend zahlreich besucht werden, sondern [auch von] Männer[n], die schon wirklich in Ämtern stehen.“
Johannes Koch war dreimaliger Rektor der philosophischen Fakultät sowie 1798 und 1799 Rektor der Ruprecht-Karls-Universität Heidelberg. Anfang des neuen Jahrhunderts zog er sich von seiner Lehrtätigkeit zurück und begann als Seelsorger zu arbeiten. Er starb 1843 in Freiburg im Breisgau.